# Quell'incerto sentimento
Quell'incerto sentimento (That Uncertain Feeling) è un film del 1941 diretto da Ernst Lubitsch. La sceneggiatura di Donald Ogden Stewart è un adattamento di Walter Reisch della commedia Divorçons di Victorien Sardou e Émile de Najac.

## Trama
Jill Baker, signora dell'alta società di New York, sofferente di amnesia, viene presa nel contempo anche da una crisi irrefrenabile di singhiozzo. Disperata, si reca da un noto psicanalista, il dottor Vengard che le fa delle domande sul suo matrimonio, domande che la gettano nell'angoscia. Jill e suo marito Larry, un ambizioso dirigente, passano per essere una coppia felice, e lei crede di essere pienamente realizzata. Ma, quando Larry torna a casa e non nota che la moglie ha passato tutta la giornata in un salone di bellezza per migliorare il suo aspetto, Jill decide di tornare dallo psicanalista. Lì, incontra Alexander Sebastian, un musicista cinico e meditabondo, un misantropo che si esprime preferibilmente a forza di "pfui". Vedendo una foto dei Barker su una rivista, il pianista prende in giro Jill ma accetta un suo invito a una vernissage in una galleria d'arte.
Jill si accorge che Sebastian è irresistibilmente attratto dalla mondanità e lo invita, allora, a una cena esclusiva dove l'ospite d'onore è un produttore di materassi ungherese al quale Larry Barker spera di far firmare un grosso contratto assicurativo. Sebastian provoca l'impedimento della stipula del contratto e non si perita di dimostrarsi scortese con i suoi apprezzamenti sull'arredamento della casa. Ma, in ogni caso, la serata è un successo: quando Larry va a dormire, Sebastian passa il resto della nottata insieme a Jill, suonando per lei al pianoforte. E, all'alba, la bacia.
Larry si accorge che la moglie è sempre più presa da quella storia romantica e il suo amico Jones, un avvocato, gli consiglia di dimenticare le sue polizze e di dedicarsi di più a Jill. Ritornato a casa in anticipo, sorprende Sebastian sotto il suo tetto, che corteggia la moglie. Furibondo, Larry decide di seguire la strategia di fingere indifferenza e di lasciare libera Jill. Si rivolge a un avvocato divorzista e si trasferisce in albergo. Jill, felice, vive la sua avventura con il romantico musicista ma, ben presto, si rende conto di quanto quell'uomo sia noioso. Stanca dei suoi capricci, va dal marito chiedendogli di darle una seconda chance. Ma Larry vuole tenerla sulla corda e finge di avere una donna nell'altra stanza. Jill, però, mentre sta uscendo, si accorge che il marito sta mentendo.
Tornato a casa a tarda notte, Sebastian si mette a suonare il pianoforte al buio. Ma, scioccato, vede sbucare dalla camera da letto Larry in pigiama che domanda chi stia facendo tutto quel chiasso. Sebastian, messo alla porta, raccoglie tutte le sue foto squadernate sul pianoforte e se ne va sbuffando un ultimo "pfui".

## Produzione
Il film fu prodotto dalla Ernst Lubitsch Productions Inc. e dalla Sol Lesser Productions.

## Distribuzione
Distribuito dall'United Artists, il film fu presentato in prima a Des Moines il 17 aprile 1941.